# The Series Has Landed
«The Series Has Landed» (укр. «Серіал приземлився») — друга серія першого сезону анімаційного серіалу «Футурама», що вийшла в ефір у Північній Америці 4 квітня 1999 року.
Автор сценарію: Кен Кілер.
Режисер: Пітер Аванзіно.
Прем'єра в Україні відбулася 15 квітня 2007 року.

## Сюжет
Фрай, Ліла і Бендер знайомляться з іншими працівниками «Міжпланетного експреса»: лікарем Зойдберґом, практиканткою Емі Вонг і діловодом Гермесом Конрадом. Лілу призначають капітаном космічного корабля.
Команда вирушає на своє перше завдання: доставити вантаж на Місяць, де Фрай зазнає тяжкого культурного шоку. Те, що, як він сподівався, мало стати захопливою дослідницькою подорожжю, виявилося буденною поїздкою до парку розваг.
Намагаючись побачити справжній Місяць, Фрай викрадає авто і разом з Лілою вирушає у ризиковану подорож місячною поверхнею. Тим часом Емі губить ключі від космічного корабля і вони опиняються у гральному автоматі. Бендер намагається шахраювати і зламати автомат, за що його охорона викидає з «Луна-парку».
Майже повністю використавши запаси кисню, Фрай і Ліла знаходять порятунок на гідропонічній фермі. Після того, як з'являється Бендер і зваблює одну з господаревих дочок-роботиць, героям доводиться тікати від фермера, озброєного дробовиком і від насування темної сторони Місяця.
Сховавшись у покинутому модулі «Аполлона 11» (табличка всередині свідчить про те, що його вдруге на Місяць доставило Історичне товариство), Фрай і Ліла спостерігають прекрасний схід Землі, аж поки Емі не рятує їх і Бендера, прилетівши на космічному кораблі, яким вона навчилася керувати після довгої практики у гральних автоматах.

## Послідовність дії
В цій серії вперше з'ясовується, що під впливом магнітного поля Бендер перетворюється на фолк-співака і втрачає контроль над собою. Цей мотив повторюється також у подальших серіях.
Велетенські жуки (англ. buggalo), яких Фрай і Ліла доять на місячній фермі, пізніше з'являються в серії «Where the Buggalo Roam».

## Пародії, алюзії, цікаві факти
- Назва серії пародіює умовний сигнал, який передав на Землю астронавт Нейл Армстронґ, перша людина на Місяці: «The Eagle Has Landed» («Орел приземлився»).
- Багато елементів у місячному парку розваг пародіюють Діснейленд, зокрема гасло «Найкраще місце на земній орбіті» («Найкраще місце на Землі» в Диснейленді), «Бомжі Карибського моря», «Шоу ховрашків» тощо.
- Учасники «Шоу ховрашків» зовні схожі на героїв мультсеріалу «The Happy Tree Friends».
- Коли Фрай каже «Круто! Темна сторона Місяця!» починає грати музика з однойменного («Dark Side of the Moon») альбому гурту Pink Floyd.

## Особливості українського перекладу
- Під час чистки, відволікаючи Емі, щоби поцупити в неї гаманця, голова Бендера співає: «На-рі-на, на-рі-на / Ой, голівонька моя / Відкручена, засмучена / Голівонька моя».
- Під впливом магнітного поля Бендер співає «Скільки доріг подолаєш ти / Щоби щастя своє віднайти» (вільний переклад пісні Боба Ділана «Blowin' in the Wind»") і «Вона вилізе на гору / Раз-два-три / Вона сяде на коняку / Раз-два-три» (народна американська пісня «She'll Be Coming 'Round the Mountain»).
- Місячний фермер розмовляє українсько-російським суржиком (так само, як Клітус Спаклер із «Сімпсонів»).
- Коли Бендера викидають з «Луна-парку», та потім, коли йому не вистачає місця в місячному модулі, він каже, що побудує власний Луна-парк/місячний модуль «з рулеткою та випивоном». В оригіналі він каже «with blackjack and hookers» («з блекджеком та шльондрами»).